# MadeiraMadeira
MadeiraMadeira (ou Madeira Madeira) é uma varejista online de bens para o lar, fundada em 2009 na cidade de São José dos Pinhais, no Paraná. Foi fundada por Daniel Scandian e Marcelo Scandian, que oferecem em sua loja online móveis, material de construção, decoração, eletrodomésticos, eletrônicos e jardinagem, atuando com modelo de negócios baseado em drop shipping e marketplace.
Atualmente, conta com 51 lojas e pelo menos 2 000 funcionários.
É considerada uma das maiores lojas onlines especializas em móveis e produtos para casa do Brasil. Em 2018, a MadeiraMadeira foi a 15ª colocada no ranking das 50 maiores empresas do e-commerce brasileiro, elaborada pela Sociedade Brasileira de Varejo e Consumo.
Além disso, a rede possui mais de 50 "Guide Shops", suas lojas físicas, espalhadas por alguns estados do Brasil.

## História
A MadeiraMadeira iniciou suas atividades em uma pequena casa na cidade de São José dos Pinhais, Paraná, após outro negócio da família Scandian enfrentar problemas relacionadas a Grande Recessão, tendo a origem do seu nome pelo fato de atuarem exclusivamente no início de suas operações com a venda de pisos de madeira e forros de madeira, provenientes do negócio anterior que havia se encerrado. 
Em 2016, a empresa inova ao eliminar os estoques e realizar a ligação direta entre fornecedores e clientes (drop shipping), e começa oferecer a seus parceiros soluções para reduzir custos e aumentar as vendas. 
Em 2018, lança sua operação de marketplace própria onde começa a oferecer em sua loja, produtos vendidos diretamente por outras lojas. 
Em 2019, a MadeiraMadeira cria a Bulky Log, com o intuito de reduzir o tempo de entrega de produtos pesados, a nova transportadora é especializada na entrega de grandes volumes (acima de 15KG).
Em 2022, adquiriu a empresa argentina IguanaFix e passou a atuar em montagem de móveis.